# Nationale Necropolis van La Doua
De Nationale Necropolis van Doua is een militaire begraafplaats in Villeurbanne, Frankrijk. Op de begraafplaats liggen de graven van soldaten en verzetsstrijders, Frans of afkomstig van geallieerde troepen uit de Eerste of Tweede Wereldoorlog, die allemaal voor Frankrijk zijn gestorven. Tijdens de Tweede Wereldoorlog werd de plek, destijds een voormalig oefenterrein van het Franse leger  regelmatig gebruikt als executieplaats voor verzetsstrijders door de nazi-bezetters; in het bijzonder verzetsgevangenen in Montluc.

## Presentatie

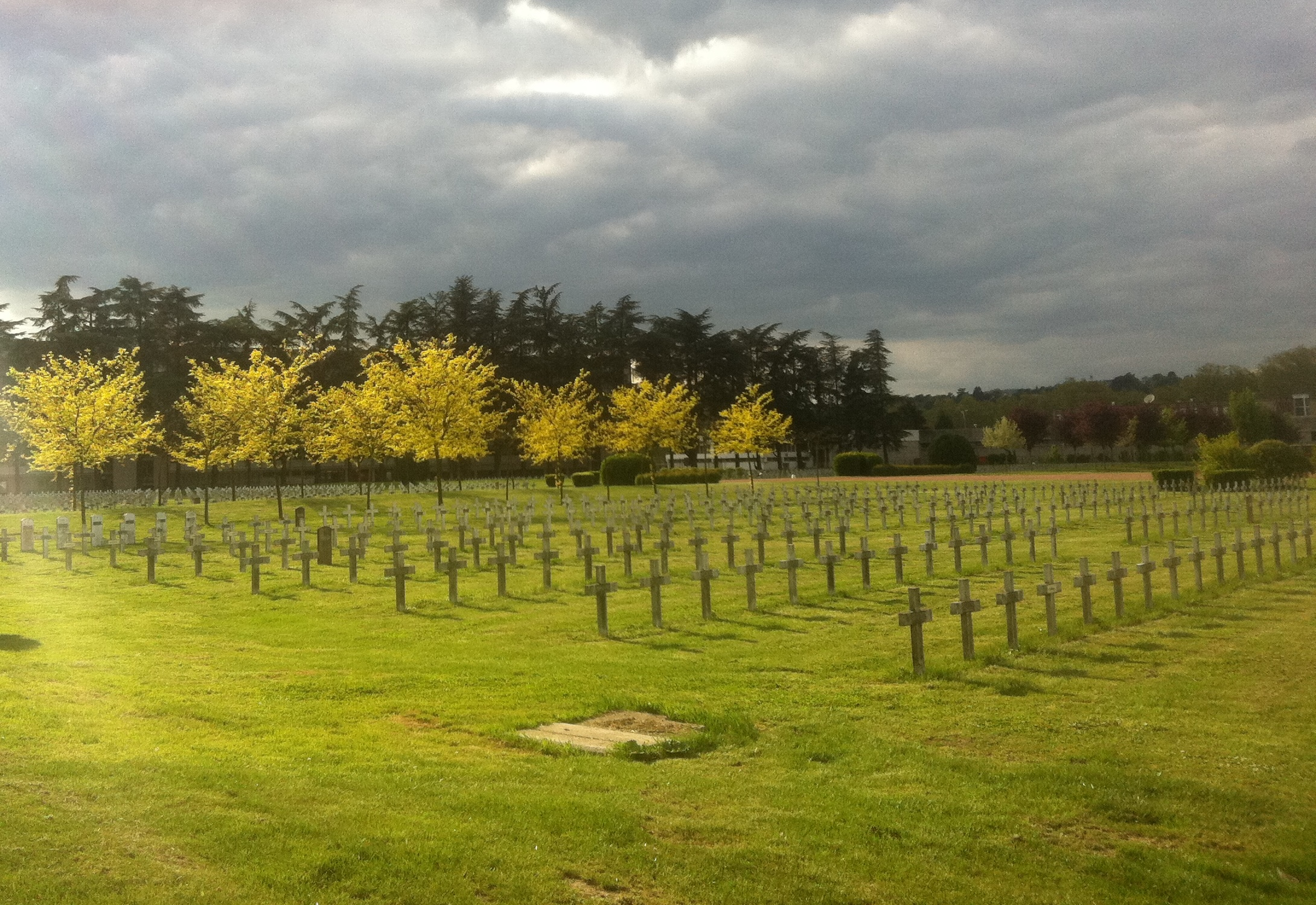
Uitzicht op de begraafplaats: vak E.

De begraafplaats, geopend in 1954, is georganiseerd rond een plaats genaamd de Heuvel van de gefusilleerden en is verdeeld in zeven vierkanten: A, B, C, D, E, F en G. Het ligt in de wijk La Doua in Villeurbanne.

### DeHeuvel van de gefusilleerden
In september 1945 werden op deze plek, die regelmatig als executieplaats diende, 77 lichamen  gevonden van verzetsstrijders, Luxemburgers en Duitse soldaten, waarvan de sterfdata varieerden tussen oktober 1943 en juni 1944. De exacte locatie van de schietpartij op deze verzetsstrijders is de Muur van de gefusilleerden. 60 lichamen  werden teruggegeven aan hun families; de andere 17 lichamen, waarvan sommige gemarkeerd zijn met Inconnu (Onbekend), zijn begraven aan de andere kant van de Heuvel van de gefusilleerden.

In 1995 werd een gedenkplaat  op de Muur van de gefusilleerden, met een opsomming van de 77 verzetsstrijders die zijn doodgeschoten.

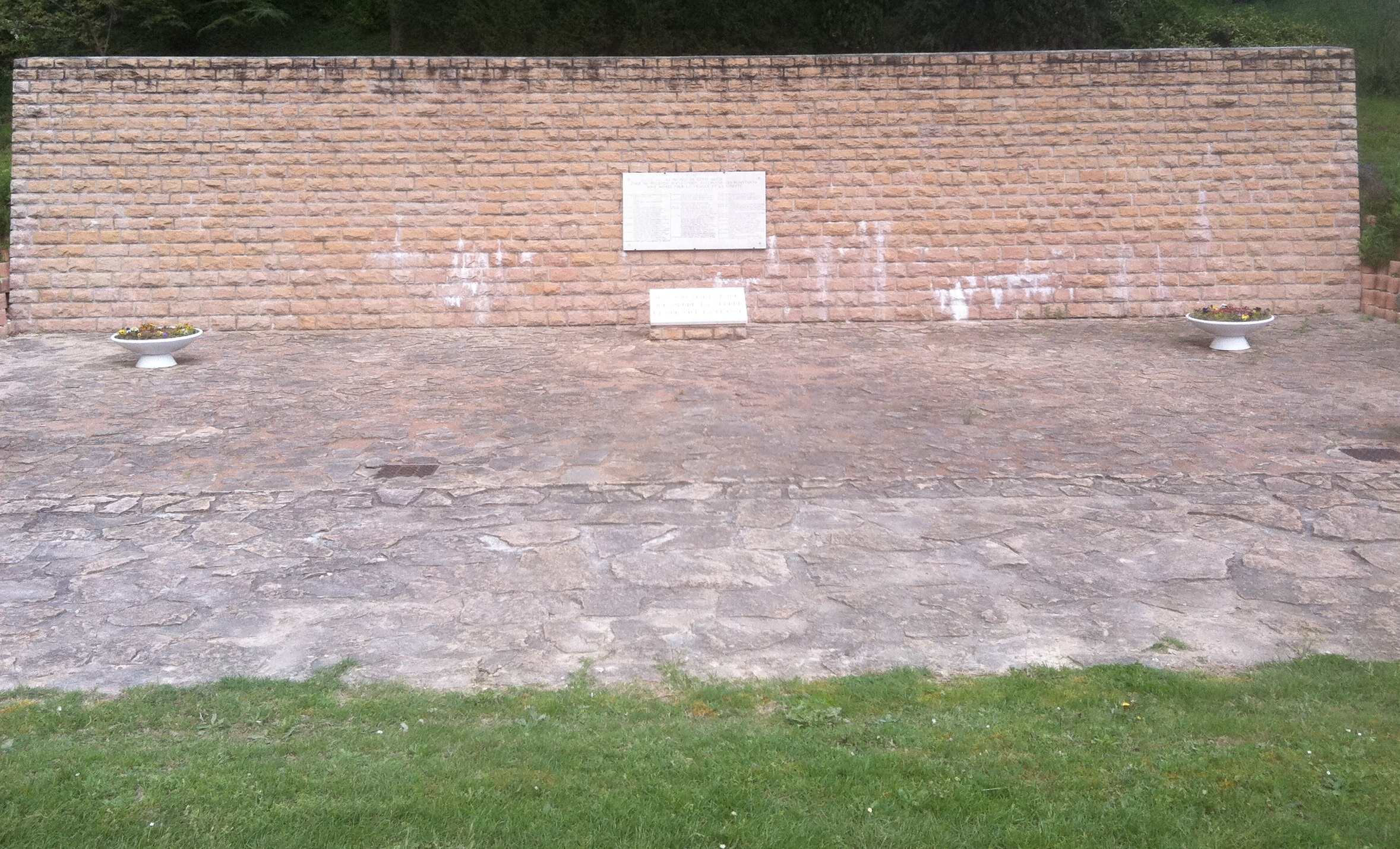
De Muur van de gefusileerden.
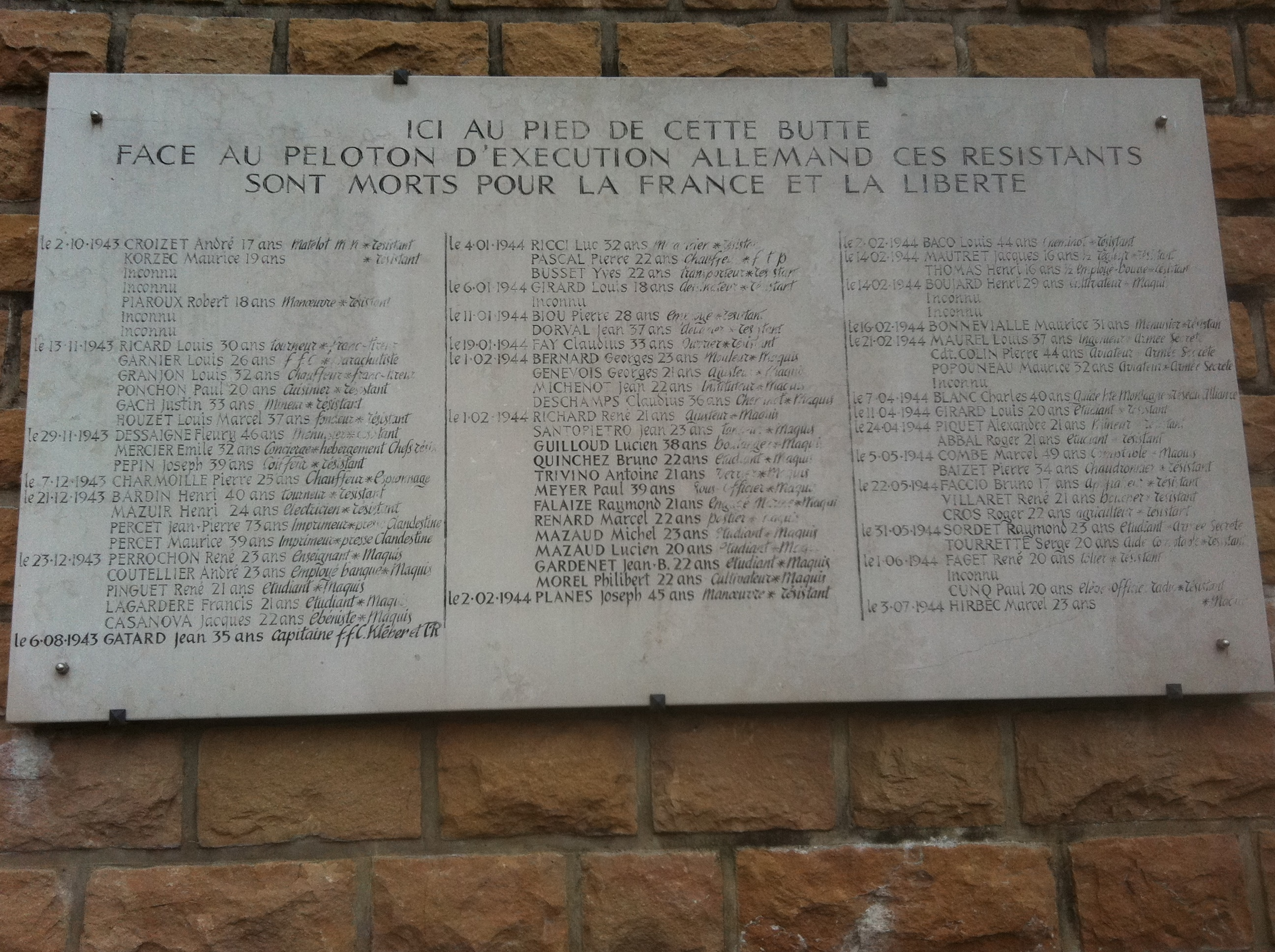
De plaquette met de lijst van 77 verzetsstrijders die zijn doodgeschoten.
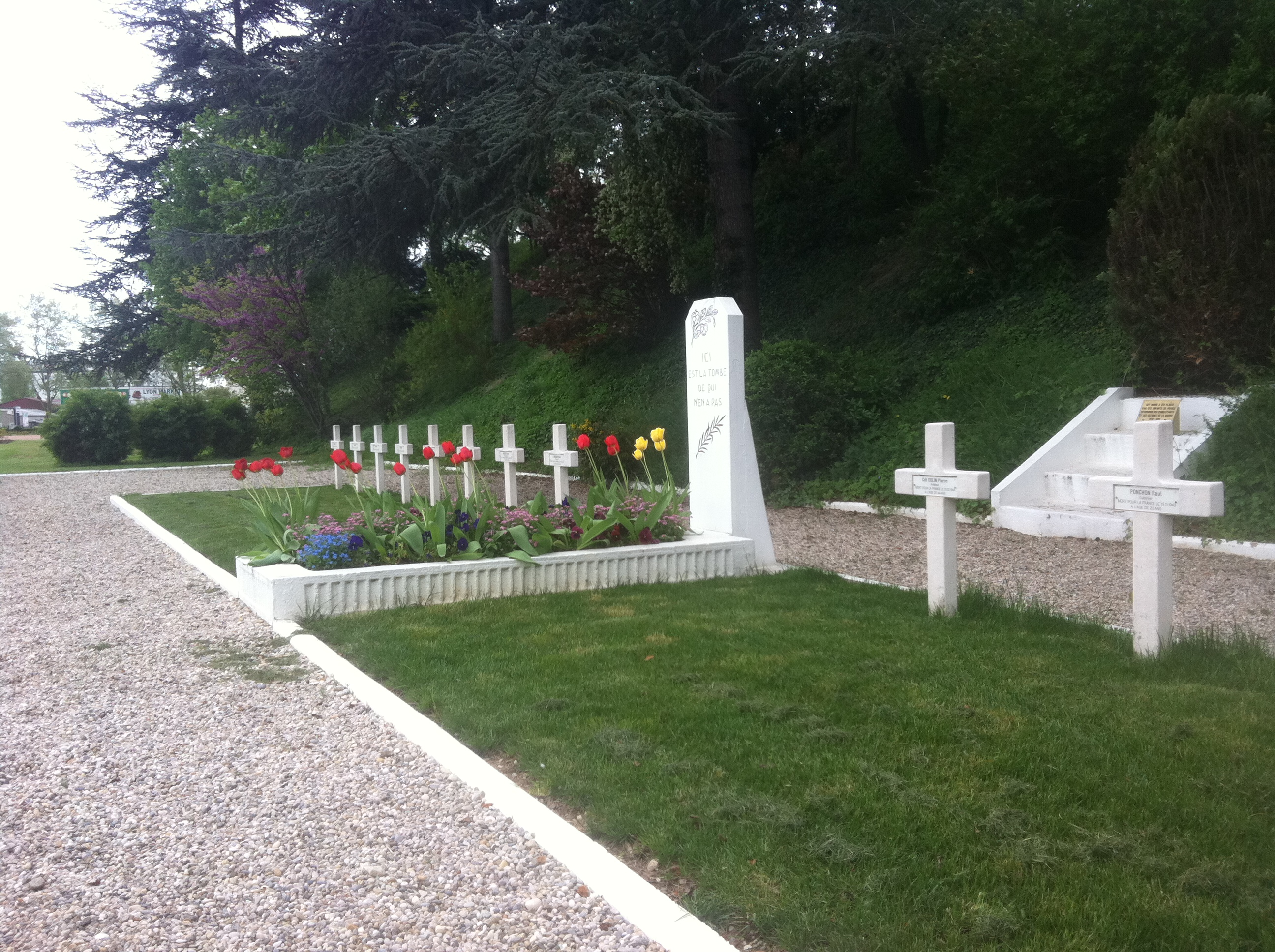
De graven van de "17" aan de andere kant van de Heuvel van de gefusilleerden.

### De begraafplaats

#### Opgravingen en begrafenissen

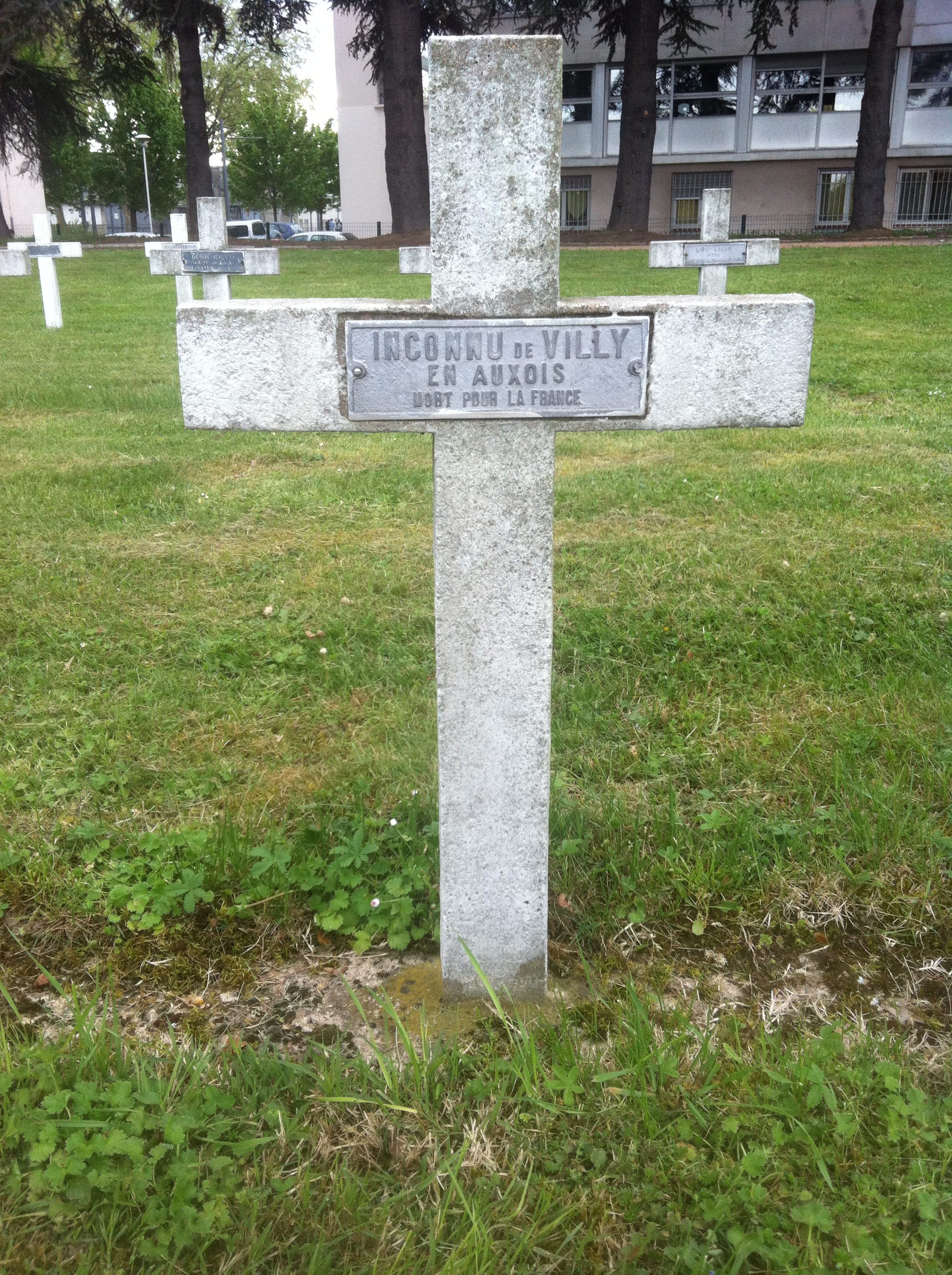
Graf van de onbekende verzetsstrijder van Villy-en-Auxois (vak E).

Zowel met betrekking tot de Eerste als de Tweede Wereldoorlog hebben een aantal ontgravingen van zowel begraven soldaten als verzetslui plaatsgevonden. 
- Over de Eerste Wereldoorlog: opgravingen van gemeenschappelijke percelen; Zo werden bijvoorbeeld 221 lichamen van het gemeenteplein van Villeurbanne overgebracht naar de necropolis van Doua;
- Over de Tweede Wereldoorlog: lichamen opgegraven uit militaire begraafplaatsen  in de regio, of uit gemeenschappelijke percelen (waar verzetsstrijders uit de verschillende maquis in de regio werden begraven). Soms wordt er gesproken over Onbekend op een stele wordt dus de plaats van opgraving voltooid: bijvoorbeeld de onbekende man uit Villy-en-Auxois.
- In 2015 werd een lichaam begraven als "onbekend" op de necropolis wordt opgegraven om genetische identificatie te proberen. Pas in 2019 werd het formeel geïdentificeerd als dat van Georges Coran, de laatste persoon die op 26 in Idron werd neergeschoten, en die anoniem was gebleven.

#### Het Moslimperceel
Het vak C van de necropolis bestaat uit een islamitisch perceel met ongeveer 200 graven van soldaten uit de Eerste Wereldoorlog.

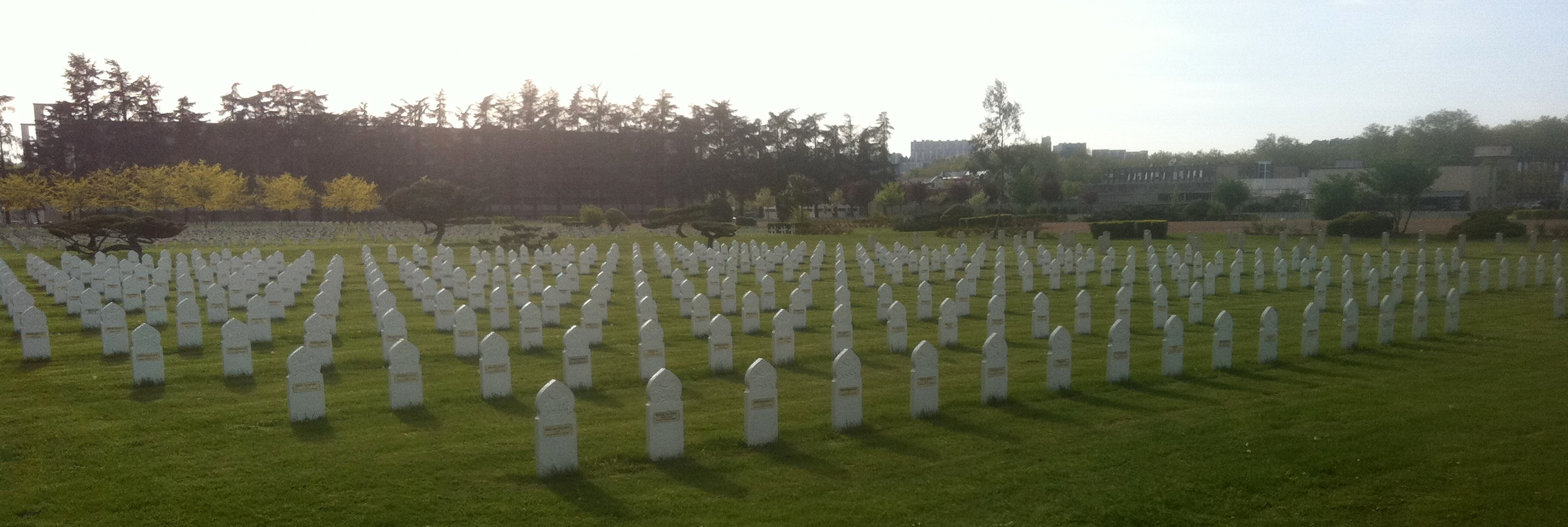
Zicht op vak C van de necropolis van Doua.

#### Treinongeluk in Saint-Michel-de-Maurienne
In 1961 werden de stoffelijke overschotten van meer dan 450 soldaten die omkwamen bij het treinongeluk van Saint-Michel-de-Maurienne op 12 december 1917 daarheen overgebracht.

#### Begraven persoonlijkheden
- Hélène en Victor Basch
- Jacques Trolley van Prévaux
- Andre Bollier
- Gustave André
- Tola-Vologe
- Pierre Bernheim
- Fortuné Delsaux,

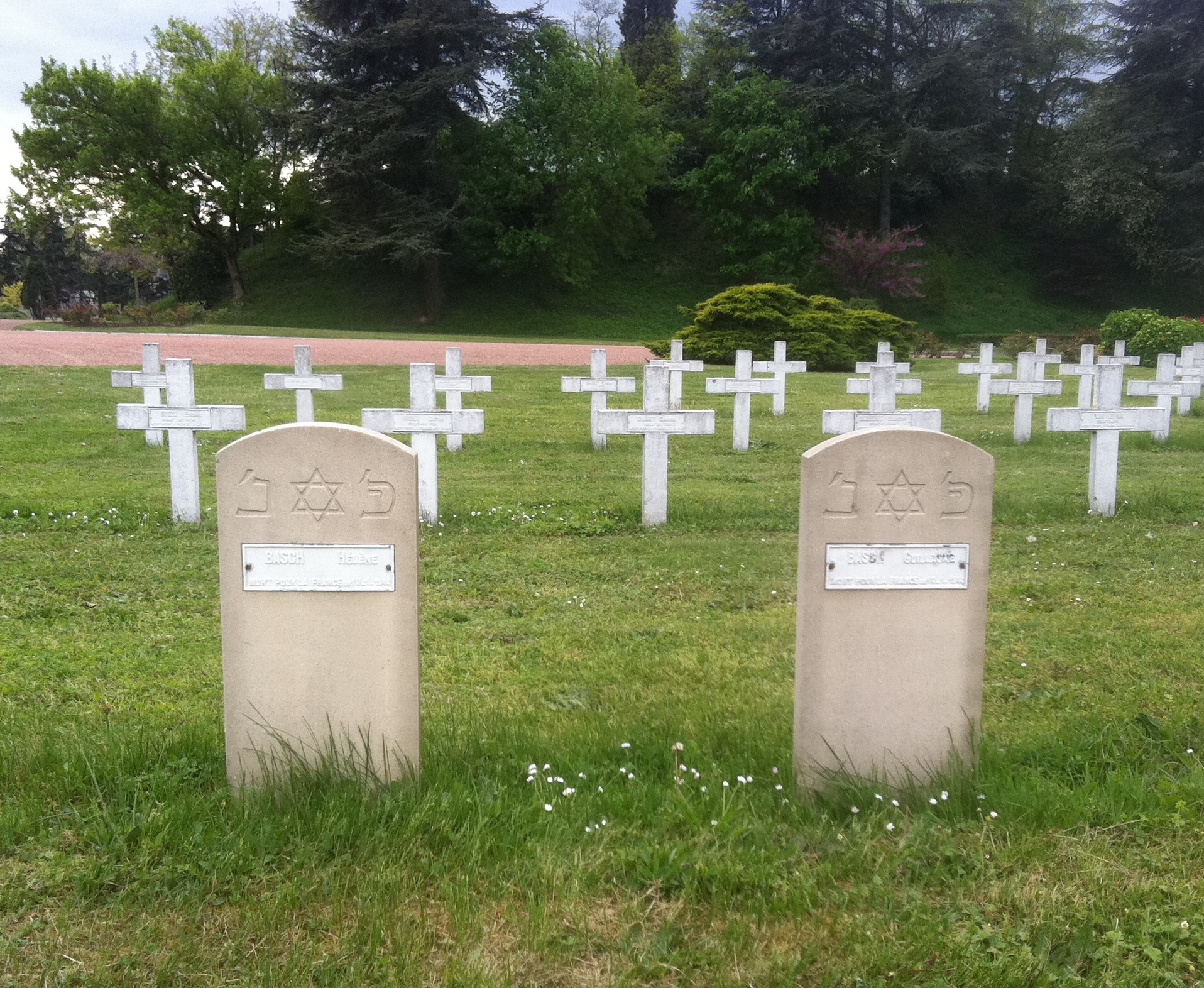
Graven van Helen en Victor Basch.

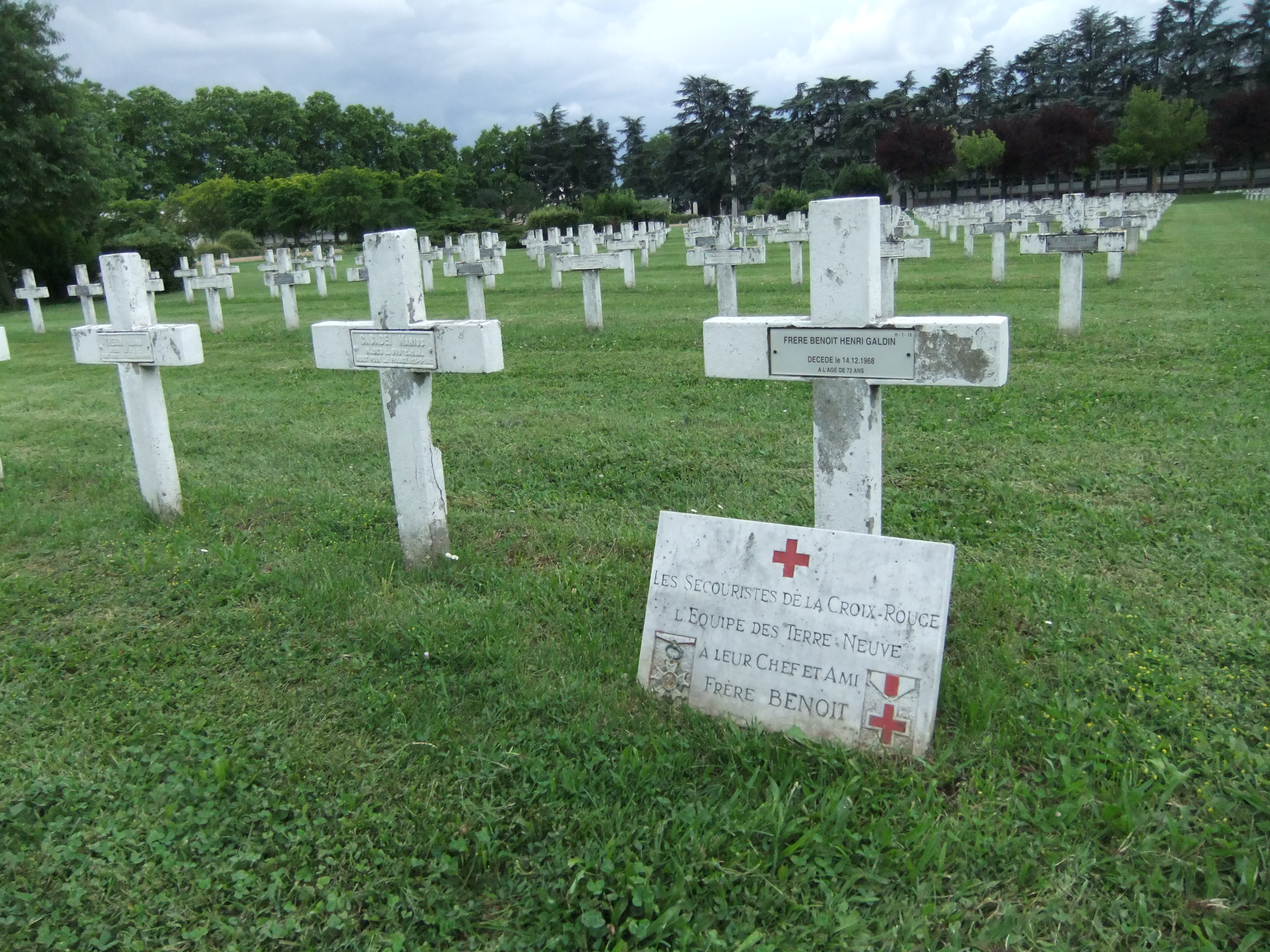
Graf van broeder Benoit

- Henri Galdin (1896-1968), beter bekend als Broeder Benoît, was de enige burger die op deze begraafplaats begraven lag, omdat hij in 1945 het massagraf van La Doua ontdekte en deelnam aan de opgraving van de lichamen.